# Carlo Renaldini
Carlo Rinaldini, o Renaldini (Ancona, 30 de diciembre de 1615-Ancona, 18 de julio de 1698), fue un matemático, ingeniero militar, filósofo y metrólogo italiano.

## Biografía
Nacido en una familia aristocrática originaria de Siena, Rinaldini estudió en la Universidad de Macerata y en la de Bolonia. Estuvo al servicio del papa Urbano VIII y obtuvo de  Carlo Taddeo Barberini, sobrino del papa, la supervisión de las fortalezas de Ferrara, Bondeno y Comacchio. También fue tutor de los hijos de Barberini.
Rector y profesor de la Universidad de Pisa, enseñó matemáticas en aquella universidad entre 1649 y 1666. Fue amigo de Galileo y Borelli, quienes lo apodaron Simplicio por su fidelidad al aristotelismo tradicional. Rinaldini mantuvo correspondencia con Vincenzo Viviani y con Leopoldo de Médici. La correspondencia con Leopoldo de Medici ayudó a establecer la agenda experimental para la Accademia del Cimento, fundada en 1657  y de la que Rinaldini fue un miembro activo.
En el marco de la Accademia, propuso un experimento sobre la difusión del calor, según el cual al congelar una bola de metal en hielo, los termómetros situados bajo la bola alcanzaban la mayor caída de temperatura; y, por el contrario, cuando una bola de metal se calentaba, los termómetros situados encima de la bola obtenían el mayor aumento de temperatura. Este experimento refutó la idea de que el calor y el frío se propagaban de manera esférica y uniforme, lo que llevó al físico y meteorólogo W. E. Knowles Middleton a atribuir a Rinaldini el descubrimiento de la convección en el aire.
Rinaldini mantuvo polémicas con Francesco Redi y Evangelista Torricelli. Rinadini se opuso a la teoría de la generación espontánea, propuesta por Redi, de que los insectos puedían nacer de las agalla s de las plantas, anticipando la hipótesis de que los insectos de las agallas nacían de huevos puestos por individuos de la misma especie, promulgada por Malpighi.
En 1667 abandonó la Toscana para afincarse en Padua, donde ocupó la cátedra de Filosofía de la Universidad de Padua y publicó Philosophia racionalis, atque identità naturalis. Aunque intentó, en vano, regresar a Pisa, se trasladó a Venecia, donde fue profesor de Elena Cornaro Piscopia, la primera mujer en el mundo en convertirse en Magistra et Doctrix Philosophiae, el 25 de junio de 1678.
En 1694, Rinaldini fue el primer científico en proponer un método para calibrar termómetro s utilizando los puntos de congelación y ebullición del agua como referencias fijas, dividiendo la escala en grados iguales. Christiaan Huygens sugirió originalmente utilizar los puntos de congelación y ebullición como estándares en 1665, pero los científicos no estaban seguros de si esos estándares se mantendrían en diferentes latitudes. Rinaldini sostuvo que las temperaturas del hielo y de ebullición son universales, y su escala dividió el rango de temperatura en 12 grados. Los grados de Rinaldini se calibraron midiendo mezclas conocidas de agua hirviendo y congelada, aunque posteriormente se descubrió que ese método no era confiable.<

## Obra seleccionada
- Opus algebricum (en latín). Ancona: Marco Salvioni. 1644. OCLC 22092376.
- Opus mathematicum (en latín). Bolonia: Evangelista Dozza. 1655. OCLC 165902337.
- Ars analytica mathematum in tres partes distributa (en latín). Padua: Petri Mariae Frambotti. 1665–1684. OCLC 504104857.
  - Ars analytica mathematum. Pars tertia (en latín). Padua: Petri Mariae Frambotti. 1684. OCLC 39522456.
- De resolutione atque compositione mathematica libri duo (en latín). Padua: Pauli Frambotti. 1668. OCLC 780145030.
- Geometra promotus (en latín). Padua: Petri Mariae Frambotti. 1670. OCLC 4465457.
- Philosophia rationalis, naturalis, atque moralis opus in quo praesertim physica vniuersa ex accursis naturalium effectuum observationibus deducta, & ubi rei natura patitur geometrice demonstrata exhibetur. Tomus primus (en latín). Padua: Petri Mariae Frambotti. 1681. OCLC 955004293.
- Ad artem quam ipse conscripsit mathematum analyticam paralipomena (en latín). Padua: Petri Mariae Frambotti. 1682. OCLC 22691008.
- Commercium epistolicum (en latín). Padua: Petri Mariae Frambotti. 1682. OCLC 78287679.